# لوبینسک
دهکده لوبینسک [ˈlubiɲsk] در مرکز- شمال لهستان و در شهرستان توخولا، استان کویافسکو-پومورسکی قرار دارد. این دهکده از لحاظ اداری بخشی از گمینا تسکتسن است.  این دهکده تقریباً در ۴ کیلومتر (۲ مایل) شرق تسکتسن، ۱۵ کیلومتر (۹ مایل) شرق توخولا و ۵۰ کیلومتر (۳۱ مایل) شمال بیدگوشچ واقع شده است.